# Raquel Pélissier
 (février 2017).
Raquel Pélissier, née le 21 août 1991 à Port-au-Prince (Haïti), est un mannequin et personnalité haïtienne, élue Miss Haïti 2016 et 1re dauphine de Miss Univers 2016.
Elle était élue miss Reina hispanoaméricana 2016 et 3è dauphine de Miss Reina hispanoaméricana 2016.

## Biographie
À l'âge de trois ans, elle est durant vingt-et-un jour dans le coma et elle en sort, paralysée pendant une semaine.
En 2010, elle est parmi les survivants du tremblement de terre de Haïti qui a causé la mort de 200 000 personnes.
En 2011, Raquel Pélissier déménage en Espagne pour étudier l'optométrie à l'université Complutense, afin d'aider sa grand-mère, qui souffre de problèmes de vision[réf. nécessaire].
Le 27 août 2016, elle est couronnée Miss Haïti, devenant la représentante d'Haïti pour Miss Univers 2016.
L'accès à Miss Univers, cependant, ne se fait pas sans difficultés. En raison des catastrophes qui frappent Haïti durant 2016, notamment le cyclone Matthew, les sponsors locaux ne réussissent pas à fournir un soutien financier pour leur candidate, qui compte sur les appels via Internet et des dons des particuliers, pour lever les fonds nécessaires à sa participation. Après avoir recueilli la somme nécessaire, elle représente son pays durant la 65e édition de Miss Univers, qui a lieu le 30 janvier 2017 au Mall of Asia Arena à Pasay (Philippines). À la suite de cet évènement de 2h, elle est élue 1re dauphine de Miss Univers 2016. C'est la première fois depuis 1975 qu'Haïti voit son pays classé.
Et le troisième top pour Haïti et la deuxième fois où Haiti arrive en 1ère dauphine.